# Diana Bianchedi
Diana Bianchedi (Milán, 4 de noviembre de 1969) es una deportista italiana que compitió en esgrima, especialista en la modalidad de florete.
Participó en tres Juegos Olímpicos de Verano, entre los años 1992 y 2000, obteniendo en total dos medallas de oro, ambas en la prueba por equipos: en Barcelona 1992 (junto con Francesca Bortolozzi, Giovanna Trillini, Dorina Vaccaroni y Margherita Zalaffi) y en Sídney 2000 con (Giovanna Trillini y Valentina Vezzali).
Ganó diez medallas en el Campeonato Mundial de Esgrima entre los años 1989 y 2001, y cuatro medallas en el Campeonato Europeo de Esgrima entre los años 1995 y 2001.

## Palmarés internacional
| Juegos Olímpicos   | Juegos Olímpicos            | Juegos Olímpicos  | Juegos Olímpicos    |
| Año                | Lugar                       | Medalla           | Prueba              |
| ------------------ | --------------------------- | ----------------- | ------------------- |
| 1992               | Barcelona (España)          | Medalla de oro    | Florete por equipos |
| 2000               | Sídney (Australia)          | Medalla de oro    | Florete por equipos |
| Campeonato Mundial |                             |                   |                     |
| Año                | Lugar                       | Medalla           | Prueba              |
| 1989               | Denver (Estados Unidos)     | Medalla de bronce | Florete por equipos |
| 1991               | Budapest (Hungría)          | Medalla de oro    | Florete por equipos |
| 1993               | Essen (Alemania)            | Medalla de bronce | Florete por equipos |
| 1994               | Atenas (Grecia)             | Medalla de plata  | Florete por equipos |
| 1995               | La Haya (Países Bajos)      | Medalla de oro    | Florete por equipos |
| 1995               | La Haya (Países Bajos)      | Medalla de bronce | Florete individual  |
| 1997               | Ciudad del Cabo (Sudáfrica) | Medalla de oro    | Florete por equipos |
| 1997               | Ciudad del Cabo (Sudáfrica) | Medalla de bronce | Florete individual  |
| 1998               | La Chaux-de-Fonds (Suiza)   | Medalla de oro    | Florete por equipos |
| 2001               | Nimes (Francia)             | Medalla de oro    | Florete por equipos |
| Campeonato Europeo |                             |                   |                     |
| Año                | Lugar                       | Medalla           | Prueba              |
| 1995               | Keszthely (Hungría)         | Medalla de plata  | Florete individual  |
| 1998               | Plovdiv (Bulgaria)          | Medalla de bronce | Florete por equipos |
| 1999               | Bolzano (Italia)            | Medalla de oro    | Florete por equipos |
| 2001               | Coblenza (Alemania)         | Medalla de oro    | Florete por equipos |